# Der letzte Coyote
Der letzte Coyote (englisch: The Last Coyote) ist der vierte Roman des US-amerikanischen Krimi-Autors Michael Connelly und auch das vierte Buch der Harry-Bosch-Serie. Der Kriminalroman erschienen 1995 bei Little, Brown and Company, die deutsche Übersetzung von Norbert Puszkar 1998 bei Heyne. Er erhielt 1996 den Dilys Award.

## Handlung
Harry Bosch ist zwangsbeurlaubt und muss regelmäßig Dr. Carmen Hinojos vom Psychologischen Dienst des LAPD aufsuchen. Er hat Harvey Pounds, seinen Chef bei der Mordkommission Hollywood, in eine Glastür gestoßen, die dabei zerbarst.
Bosch beginnt im Zwangsurlaub einen ungelösten Fall aufzugreifen, der ihn seit langem plagt: den Mord 1961 an seiner Mutter, Marjorie Phillips Lowe. In den Ermittlungsakten sieht Bosch, dass die beiden damals zuständigen Detectives Claude Eno und Jake McKittrick die Freundin seiner Mutter befragt hatten. Bosch sucht Meredith Roman auf, 1961 auch Prostituierte wie seine Mutter, und erfährt von ihr etwas, was sie damals den Ermittlern nicht gesagt hatte: Marjorie Lowe war am Abend ihrer Ermordung mit Arno Conklin verabredet, der damals auf dem Sprung war, Distrikt-Staatsanwalt zu werden.
Bosch folgt dieser Spur und über seine Kontakte bei der LA Times findet er einen Zeitungsartikel von 1962, in dem über den tödlichen Autounfall mit Unfallflucht eines Mitarbeiters der Kampagne von Arno Conklin berichtet wird. Dieser Mitarbeiter hieß Johnny Fox – der Zuhälter von Bosch Mutter und ihrer Freundin. Fox war nach der Ermordung von Boschs Mutter von Gordon Mittel, dem Kampagnenchef von Conklin, angestellt worden.
Gordon Mittel ist heute ein einflussreicher Anwalt, der gerade eine Spendengala für die Kandidatur des IT-Industriellen Robert Shepherd organisiert. Bosch schmuggelt sich unter dem Namen von Harvey Pounds in die Gala und lässt Mittel eine Kopie des Zeitungsartikels über den Autounfall von Johnny Fox zukommen. Er sieht, wie Mittel den Artikel liest und einen Fluch ausstößt.
Um mehr zu erfahren, will Bosch mit den Ermittlern von damals sprechen. Aber Eno ist verstorben und McKittrick ist in Rente in Florida. Bosch fliegt nach Tampa und spricht mit McKittrick. Das Gespräch erhärtet Boschs Eindruck, dass Conklin und Mittel mit dem Mord an seiner Mutter zu tun hatten und Eno den Fall vertuschen sollte. Von Florida fliegt Bosch weiter nach Las Vegas, wo er die angebliche Schwester der Witwe von Eno ausfindig machen kann, tatsächlich seine Geliebte. In den Hinterlassenschaften von Eno findet Bosch Kontoauszüge, die zeigen, dass Eno jeden Monat 1000 Dollar über eine Scheinfirma aus Los Angeles bekommen hatte.
Als Bosch nach Los Angeles zurückkommt, sind Detectives der Internen Ermittlungen in seinem Haus. Harvey Pounds wurde gefoltert und ermordet. Bosch zählt zu den Verdächtigen. Aber Bosch war zur Zeit des Mords an Pounds in Florida und kann deshalb den Verdacht entkräften. Dennoch fühlt er sich schuldig, weil er sich als Pounds ausgegeben hat und diesen dadurch wahrscheinlich zur Zielscheibe gemacht hat.
Bosch konfrontiert Arno Conklin im Altersheim mit seinem Verdacht. Aber alles war ganz anders: Arno Conklin wollte Boschs Mutter in Las Vegas heiraten, doch Gordon Mittel war strikt dagegen. Conklin ist sicher, dass Mittel der Mörder ist. Jetzt überschlagen sich die Ereignisse. Bosch wird von Jonathan Vaughn, dem Bodyguard von Mittel, niedergeschlagen und kommt im Haus von Mittel wieder zu sich. Mittel behauptet, dass Conklin aus seinem Fenster gestürzt sei – natürlich ist ein Selbstmord nicht glaubwürdig, da Conklin beide Beine amputiert worden waren. Mittel gibt Vaughn das Signal, Bosch zu töten. Dieser kann sich jedoch wehren, bringt Vaughn zu Fall und verfolgt Mittel, der im Kampf in die Tiefe stürzt und stirbt. Bosch wird verletzt und erläutert im Krankenhaus dem stellvertretenden Polizeichef Irving seine Theorie des Falls.
Bei der nächsten Sitzung mit Dr. Hinojos macht sie ihn darauf aufmerksam, dass der bei seiner Mutter gefundene Gürtel gar nicht zu ihrem sonstigen Outfit gepasst hat. Nun wird Bosch alles klar, denn der Gürtel war ein von Meredith Roman ausgesuchtes Geschenk. Er eilt zu ihrem Haus, findet sie aber tot vor – Selbstmord. In einem Brief gesteht sie den Mord aus Eifersucht auf ihre Freundin. Bosch ist gerade am Telefon, um die Polizei zu benachrichtigen, als Jonathan Vaughn ihn mit einer Beretta bedroht. Er ist tatsächlich Johnny Fox, dessen Tod er zusammen mit Mittel inszeniert hatte. Fox hat Pounds und Conklin ermordet. Als die Polizei eintrifft, wird Fox in einem Schusswechsel getötet.

## Verfilmung
Die Handlungen der zweiten bis vierten Staffel der von Amazon Studios produzierten Krimiserie Bosch aus den Jahren 2016–2018 verarbeiten u. a. auch Motive aus „Der letzte Coyote“. Bosch geht Hinweisen zum Tod seiner Mutter nach.

## Hintergrund
Der Titel des Romans Der letzte Coyote bezieht sich auf einen einsamen Coyoten, den der Hauptakteur Harry Bosch vor seinem Haus sieht und der ihn anschließend in seinen Träumen verfolgt. Als er seiner Diensttherapeutin Carmen Hinojos von dem Coyoten erzählt, analysiert diese, dass Bosch sich mit dem Tier identifiziere: So wie nur noch wenige Coyoten in den Hügeln um Los Angeles übrig seien, gebe es nur noch wenige Polizeibeamten wie ihn, und er fühle sich in seiner Existenz bedroht wie der Coyote.
Ursprünglich wollte Michael Connelly dem Roman einen Prolog voranstellen, der in der Kindheit Harry Boschs spielte und in dem er als Elfjähriger zum letzten Mal seine Mutter sah, bevor sie das Sorgerecht für ihren Sohn verlor und Bosch in Heimen aufwuchs. Da Elemente dieser Szene in der späteren Handlung wiederholt werden mussten, entschied er sich für einen direkteren Sprung in die Handlung und strich den Prolog.

## Rezeption
Ähnlich wie Kirkus Review hebt auch Publishers Weekly die Zeichnung des Charakters der Figur Harry Bosch im Roman hervor: „Edgar-Gewinner Connelly mischt Harrys Ermittlungsversuche nahtlos mit seinen Therapiesitzungen, um zu veranschaulichen, wie das größte Rätsel manchmal das Selbst ist.“
In der Los Angeles Times wird hervorgehoben, dass der Roman das Stereotyp eines Außenseiterpolizisten wie etwa Dirty Harry aufgreife. Connellys Verdienst aber sei hieraus trotzdem das Individuum Hieronymus „Harry“ Bosch herausgearbeitet zu haben. Der Roman gewinne auch an Connellys Erfahrung als langjähriger Polizeireporter in Los Angeles. Er sei hierdurch in der Lage die Stadt in der Intensität eines Chandler zu beschreiben. Es sei der ehrgeizigste, gekonnteste und bewegendste Roman der Serie bis dahin.

## Nominierungen und Auszeichnungen
The Last Coyote wurde im Jahr 1996 mit dem Dilys Award ausgezeichnet, der von der Independent Mystery Booksellers Association verliehen wurde. Er wurde im selben Jahr für den Anthony Award, und den Macavity Award nominiert, im Jahr 1995 für den Hammett Prize.

## Verfilmung
Die Handlung der zweiten Staffel der von Amazon Studios produzierten Krimiserie Bosch aus dem Jahr 2016 beruht neben den Romanen Das Comeback und Der Widersacher in Teilen auch auf dem Roman Der letzte Coyote.

## Ausgaben
- Michael Connelly: The Last Coyote. Little, Brown and Company, Boston 1995, ISBN 0-316-15390-7.
- Michael Connelly: Der letzte Coyote. Aus dem Amerikanischen von Norbert Puszkar. Heyne, München 1998, ISBN 3-453-13094-4.
- Michael Connelly: Der letzte Coyote. Aus dem Amerikanischen von Norbert Puszkar. Heyne, München 2005, ISBN 3-453-43181-2.
- Michael Connelly: Der letzte Coyote. Aus dem Amerikanischen von Norbert Puszkar. Knaur, München 2014, ISBN 978-3-426-43232-7 (E-Book-Ausgabe).
- Michael Connelly: Der letzte Coyote: Der vierte Fall für Harry Bosch. Aus dem amerikanischen Englisch von Norbert Puszkar. Kampa Verlag, Zürich 2021, ISBN 978-3-311-15514-0, auch als E-Book.